# Салминен, Матти
Ма́тти Са́лминен (фин. Matti Salminen; род. 7 июля 1945, Турку, Финляндия) — финский оперный певец (бас), Каммерзенгер Венской государственной оперы (2003), лауреат премии «Грэмми».

## Биография
Обучался в Академии Сибелиуса в Хельсинки у Л. Пилтти, затем в Риме у Луиджи Риччи. Дебютировал на сцене в 1969 году в Финской национальной опере, исполнив партию Филиппа II в «Доне Карлосе» (Верди).
В дальнейшем его карьера была связана преимущественно с Центральной Европой. В 1972 году он вошёл в труппу оперных театров Цюриха и Кёльна, многократно выступал Немецкой Рейнской опере в Дюссельдорфе, Гамбурге, Мюнхене, Штутгарте и Нюрнберге. Неоднократно участвовал в Саавонлиннском оперном фестивале и в Байройтском фестивале.
В 1992 году запись оперы Рихарда Вагнера «Гибель богов» с участием Сальминена (дирижёр — Пьер Булез) получила премию «Грэмми» за лучшую оперную запись.

## Избранные видеозаписи
- 1980 — «Золото Рейна» Рихарда Вагнера (Фазольт), реж. Патрис Шеро, дир. Пьер Булез;
- 1985 — «Летучий голландец» Рихарда Вагнера (Даланд), реж. Гарри Купфер, дир. Вольдемар Нелссон;
- 2001 — «Волшебная флейта» Вольфганта Амадея Моцарта (Зарастро); реж. Бенно Бессон, дир. Иван Фишер;
- 2007 — «Волшебная флейта» Вольфганта Амадея Моцарта (Зарастро); реж. Мартин Кушей, дир. Николаус Арнонкур;
- 2013 — «Летучий голландец» Рихарда Вагнера (Даланд), реж. Андреас Хомоки, дир. Ален Альтиноглу.